# Cucal de Madagascar
El cucal de Madagascar (Centropus toulou) és una espècie d'ocell de la família dels cucúlids (Cuculidae) que habita selva, bosc i aiguamolls de Madagascar i oi les illes Assumpció i Aldabra, a les Seychelles.